# Wokingham
Wokingham è una città di 30 403 abitanti della contea del Berkshire, in Inghilterra.

## Amministrazione

### Gemellaggi
- Viry-Châtillon, Francia
- Erftstadt, Germania